# NGC 2549
NGC 2549 (również PGC 23313 lub UGC 4313) – galaktyka soczewkowata (S0), znajdująca się w gwiazdozbiorze Rysia. Odkrył ją John Herschel 9 lutego 1831 roku.